# Natalinci
Natalinci (Servisch cyrillisch Наталинци) is een plaats in de Servische gemeente Topola. De plaats telt 834 inwoners (2002).